# Nephodia approximata
Nephodia approximata är en fjärilsart som beskrevs av Paul Dognin 1900. Nephodia approximata ingår i släktet Nephodia och familjen mätare. Inga underarter finns listade i Catalogue of Life.